# ウェルネル・ファン・デン・ファルケルト
ウェルネル・ファン・デン・ファルケルト(Werner Jacobsz. van den Valckert、1580年頃生まれ、1627年以降に没）は、オランダの画家である。

## 略歴
アムステルダムで生まれたとされる。18世紀初めに画家の伝記を出版したアルノルト・ホウブラーケンは、ファン・デン・ファルケルトは主にハールレムで働いていたヘンドリック・ホルツィウス(1558-1617)の弟子であったとしている。
1600年ころから1612年の間は、デン・ハーグの画家組合に登録されていて、ステンドグラス作家の、コルネリス・ファン・モンフォールト(Cornelis Sybertsz. Monicx van Montfoort)の工房で働いていたと推定されていて、1605年に工房の主人の娘と結婚している。
1614年にアムステルダムに移り、1627年まではアムステルダムで働いた記録があり、人気のある画家になった。寓意画や歴史画、肖像画を描いた。オランダ美術史研究所は1635年にデルフトで働いたとしている。
オランダ美術史研究所は弟子としてJeremias, Andriesがいたとしている。

## 作品

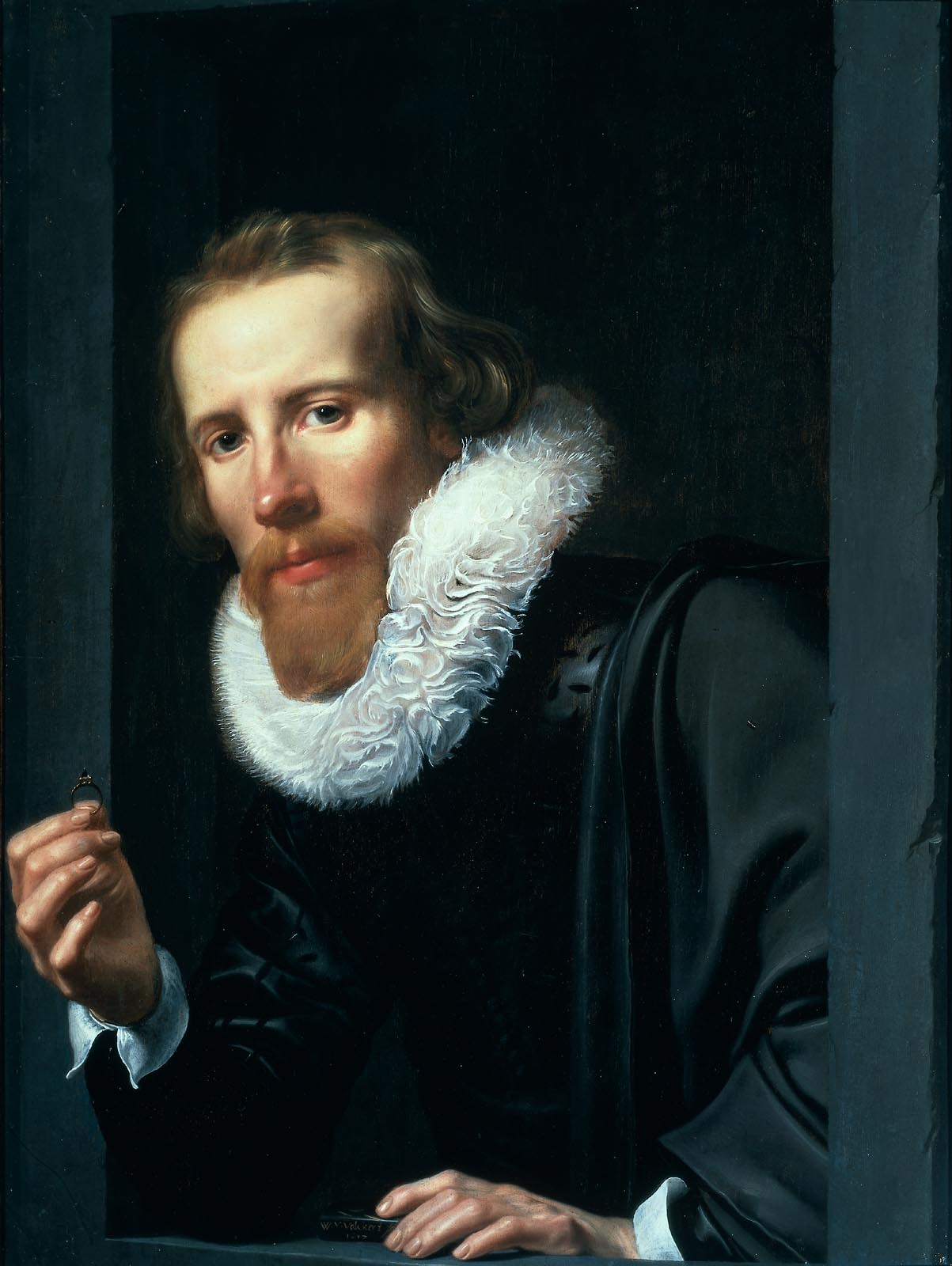
指輪を持つ男 アムステルダム国立美術館
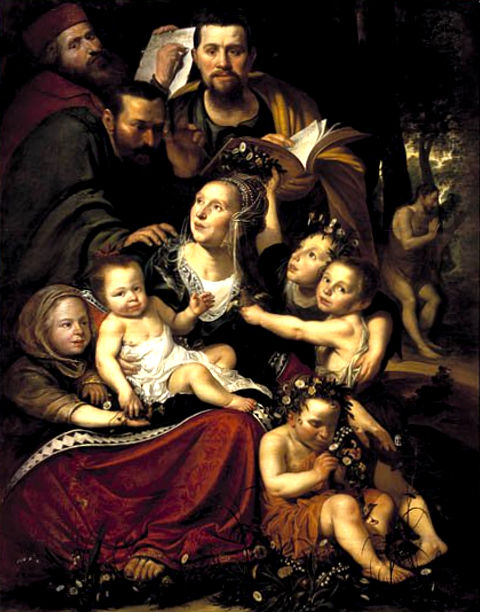
慈愛(カリタス)としての家族の肖像画
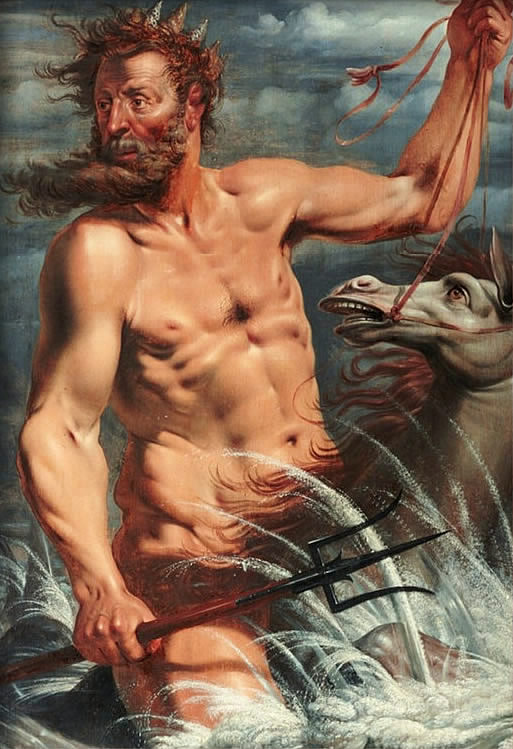
ネプチューン
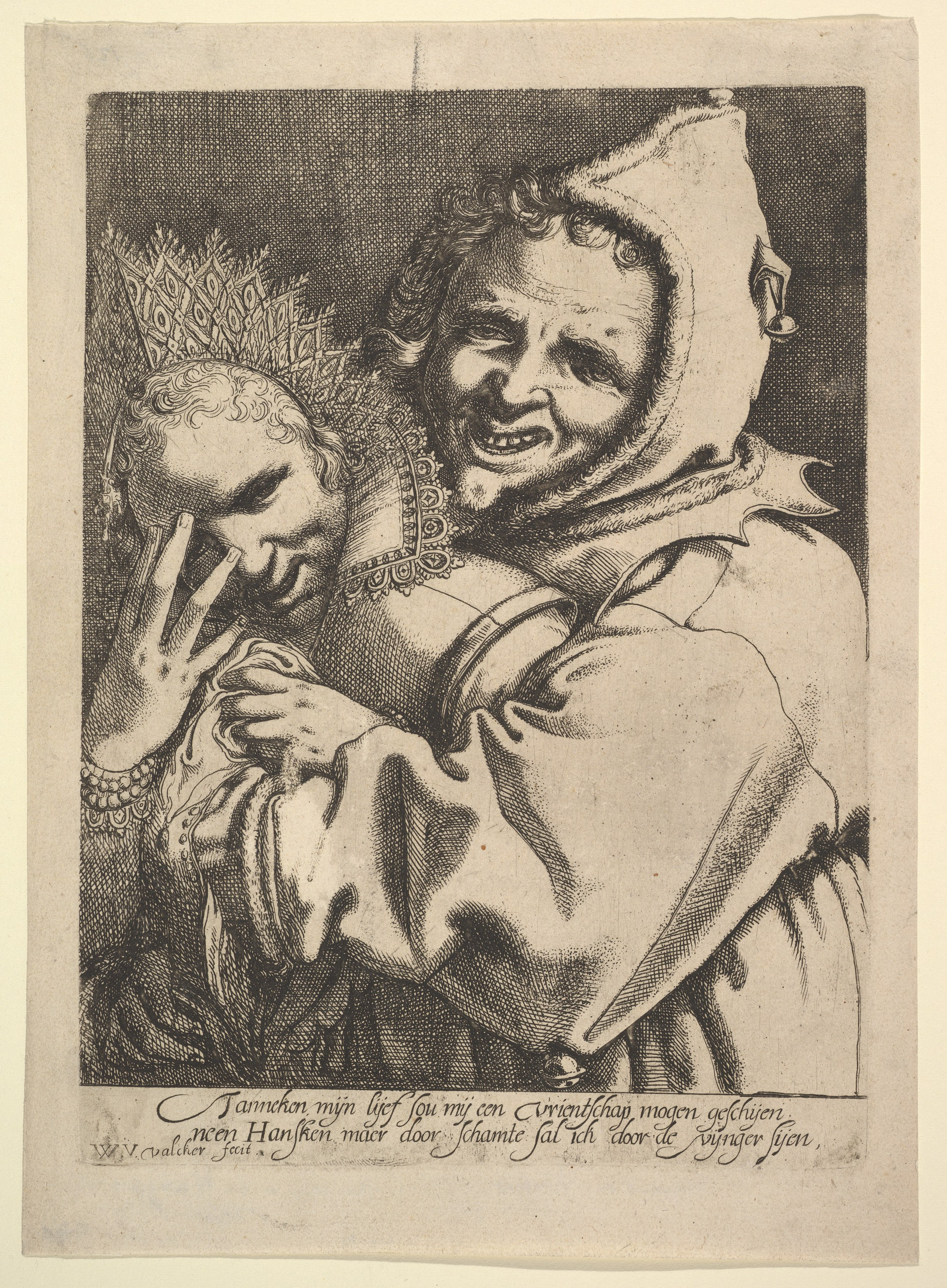
版画作品